# 1899 (televíziós sorozat)
Az 1899 német gyártású, többnyelvű, krimi és sci-fi műfajú televíziós sorozat, amelyet Jantje Friese és Baran bo Odar készített. A Netflixen 2022. november 17-én volt a premierje. Többnyire pozitív kritikai értékeléseket kapott, dicsérték a szereposztást, a rendezést, az operatőri munkát és a színészi játékot. Az alkotók még két évadot terveztek, de 2023 januárjában a sorozatot törölték.

## Cselekmény
Az 1899-ben játszódó sorozat európai emigránsok egy csoportját követi nyomon, akik Southamptonból, a Kerberos nevű gőzhajón utaznak, hogy új életet kezdjenek az Egyesült Államokban, New Yorkban.
A Collider az 1899-et 2022 egyik legjobb új tévéműsorának nevezte, a MovieWeb pedig az év hatodik legjobb tévéműsorának minősítette.

## Fordítás
Ez a szócikk részben vagy egészben  a(z)   1899 (TV series) című angol Wikipédia-szócikk ezen változatának fordításán alapul.  Az eredeti cikk szerkesztőit annak laptörténete sorolja fel. Ez a jelzés csupán a megfogalmazás eredetét és a szerzői jogokat jelzi, nem szolgál a cikkben szereplő információk forrásmegjelöléseként.